# Manuel Antonio de Emparan y Orbe
Manuel Antonio Ramón de Emparan y Orbe  (Azpeitia, 16 de marzo de 1754 - 12 de julio de 1801) fue un noble y militar español destacado por su cargo de capitán de navío.

## Nacimiento y filiación
Nacido en Azpeitia (Guipúzcoa) el 16 de marzo de 1754, fue hijo legítimo de José Joaquín de Emparan, nieto en grado decimosexto por línea materna del rey Alfonso XI de Castilla, y XIV señor de la casa de Emparan de Azpeitia, y de María Ana Orbe y Zarauz, sobrina de Andrés de Orbe y Larreátegui a quien el rey Felipe V de España le otorgó el título de Castilla marqués de Valde-Espina.
Su hermano Francisco continuó con el mayorazgo de la casa de Emparan. Otros de sus hermanos se destacaron en carreras militares y políticas. Agustín Ignacio fue caballero de la orden de Carlos III, Miguel José fue brigadier de la real armada española, Vicente fue presidente, gobernador y capitán general de Venezuela y Pedro de Emparan (o Amparan), se estableció en Venezuela desempeñando el cargo de alcalde ordinario cuando Vicente fue nombrado gobernador de la provincia de Cumaná. Sus descendientes se emparentaron con la familia del prócer de la independencia venezolana Antonio José de Sucre, gran mariscal de Ayacucho y del general José Tadeo Monagas, presidente de Venezuela.
La familia Emparan y Orbe, señores de las villas de Azpeitia y Ermua y del Marquesado de Valde-Espina es descendiente directa de la casa de Loyola, la casa de Balda, la casa de Butrón, la casa de Haro, la casa de Borgoña y por esta línea familiar de los monarcas de los reinos de Asturias, Castilla, León, Aragón, Navarra, Portugal, la dinastía de los Capetos de Francia, la dinastía Hohenstaufen de Alemania, la casa de Plantagenet de Inglaterra, el Reino de Escocia, la casa de Normandía y la casa de Uppsala.

## Carrera militar
Sentó plaza de guardiamarina en la Compañía del Departamento de Cádiz el 22 de julio de 1766. Expediente N.º 996. En el mismo consta su hermano don José Joaquín nacido en 1751. El 6 de febrero de 1770 sentó plaza su tercer hermano don Miguel José, nacido en la misma población en 1756. Expediente N.º 1.096.
Luego de aprobar los exámenes teóricos se le ordenó embarcar en comisión de corso. Al regreso de uno de sus cruceros se le notificó su ascenso del 14 de septiembre de 1769 a alférez de fragata. Por Real orden del 11 de enero de 1773 fue ascendido al grado de alférez de navío, continuando en su comisión anterior manteniendo diversos encuentros con buques berberiscos. Por Real orden del 16 de marzo de 1776 fue ascendido al grado de teniente de fragata, realizó un tornaviaje a Montevideo, a su regreso su buque fue comisionado como transporte de tropas a las islas Canarias. Por Real orden del 3 de mayo de 1778 fue ascendido al grado de teniente de navío, realizando un viaje a las islas Filipinas, donde permaneció tres años.
Por Real orden del 21 de diciembre de 1782 fue ascendido al grado de capitán de fragata, en 1789 como segundo comandante de la fragata Paz realizó un tornaviaje a Manila, a su regreso se le otorgó el mando de la Palas incorporada a la escuadra del general Francisco Javier de Uriarte y Borja, realizando varios cruceros por el mar Mediterráneo, siendo destinado de estación en la Ciudad Condal y posteriormente en la isla de Menorca en su puerto de Mahón. Por Real orden del 1 de marzo de 1791 fue ascendido al grado de capitán de navío, siéndole otorgado el mando del Intrépido, comisionado en diferentes ocasiones para transportar pliegos a Génova y Tolón.
En 1797 se le entregó el mando de una división de fragatas, enarbolando su insignia de jefe en la Ceres, siendo comisionado con ella para transportar a Surinam un regimiento de Guardias Valonas, arribando de regreso a Ferrol en 1799.
En mayo de 1800 se le otorgó el mando del navío de tres baterías San Hermenegildo, incorporado a la escuadra del general Juan Joaquín Moreno, participando en la defensa de Ferrol entre los días 25 al 27 de agosto de 1800, cuando se presentó una escuadra británica con la intención de penetrar en el puerto y dar al fuego a los buques allí fondeados, resultando para los atacantes un fracaso total, zarpó el 20 de abril con rumbo a la bahía de Cádiz donde fondeó el 25 siguiente.
La escuadra del general Juan Joaquín Moreno zarpó en derrota del puerto de Algeciras el 1 de julio, participando en el socorro de la escuadra francesa del contralmirante Linois, por hallarse bloqueada en el apostadero de Algeciras por una británica al mando del contralmirante sir James Saumarez. 

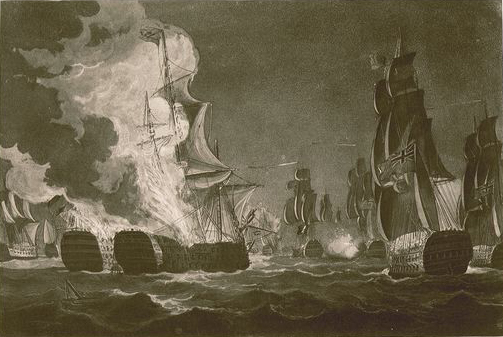
El navío Real Carlos y el San Hermenegildo momentos antes de estallar en la mar a causa del fuego amigo, pintado por Thomas Whitcombe.

Al regreso, el almirante francés quería llevar a Cádiz al navío británico apresado Hannibal, de 74 cañones, obligando con ello a llevarlo a remolque navegando todos a inferior velocidad, los franceses iban en vanguardia y los españoles, a retaguardia y los últimos, en líneas paralelas eran dos navíos de tres puentes y 118 cañones españoles, Real Carlos y San Hermenegildo, los dos generales trasbordaron a la fragata Sabina.
La noche del 12 al 13 de julio fue cerrada, con muy poca visibilidad, fue aprovechada por el navío británico Superb al que le acompañó la suerte en forma de una racha de viento de levante, consiguiendo acercarse todo lo posible al buque Real Carlos, sobre el que descargó casi simultáneamente toda su artillería por la aleta de popa estribor del navío español, pero algunos de los proyectiles fueron a impactar por la cercanía a la que se encontraba en el San Hermenegildo, el cual al recibirlos pensó que algún enemigo estaba a su altura aprovechando la oscuridad casi completa, viéndose atacado ordenó abrir fuego, pero fue a dar de lleno en el Real Carlos, éste a su vez pensó lo mismo que su compañero, por ello los dos arribaron sobre el contrario, llegándose a lanzar granadas de mano y frascos de fuego, provocando un gran incendio en el Real Carlos, el cual alumbró la escena y nadie se podía creer lo que veían sus ojos, dos navíos de tres baterías españoles se habían atacado hasta aniquilarse mutuamente, pues el fuego en el San Hermenegildo era incontrolable. Perdiéndose dos navíos y lo peor, algo más de dos mil hombres instruidos, entre ellos los dos comandante de los navíos, falleciendo don Manuel de Emparan al mando de su buque en la mar, cuando contaba con cuarenta y siete años de edad.
En el Panteón de Marinos Ilustres, ubicado dentro del recinto de la Población militar de San Carlos, en San Fernando (Cádiz), se le rinde homenaje a este marino Español, su lápida dice:

"A la memoria del Capitán de Navío Don Manuel Emparan. Muerto en la voladura del navío de su mando San Hermenegildo en el combate del estrecho de Gibraltar, 12 de Julio de 1.801."